# Arno Kamminga
Arno Kamminga (født 22. oktober 1995) er en hollandsk svømmer .
Han repræsenterede Holland i løbet af sommer-OL 2020 i Tokyo, Japan, hvor han vandt sølv i 100 meter bryst og 200 meter bryst.